# Dolní Novosedly
Dolní Novosedly jsou obec v okrese Písek v Jihočeském kraji. Nachází se asi dva kilometry severovýchodně od města Písku na silnici spojující Písek a Tábor. V obci, ke které patří i vesnice Horní Novosedly a Chrastiny, v nich žije 266 obyvatel. Nachází se zde pouze několik chalup a statků.

## Historie
První písemná zmínka o vesnici pochází z roku 1517.
Dne 24. června 1994 byla celá obec Novosedly přejmenována na původní název Dolní Novosedly.

## Přírodní poměry
Obec je situována na hřebeni Píseckých hor. Nedaleko se nachází kamenný lom.

## Obyvatelstvo
| Rok            | 1869 | 1880 | 1890 | 1900 | 1910 | 1921 | 1930 | 1950 | 1961 | 1970 | 1980 | 1991 | 2001 | 2011 | 2021 |
| -------------- | ---- | ---- | ---- | ---- | ---- | ---- | ---- | ---- | ---- | ---- | ---- | ---- | ---- | ---- | ---- |
| Počet obyvatel | 578  | 607  | 579  | 631  | 610  | 603  | 554  | 391  | 395  | 327  | 240  | 205  | 193  | 210  | 251  |
| Počet domů     | 73   | 88   | 97   | 97   | 102  | 101  | 104  | 111  | 102  | 97   | 87   | 80   | 118  | 124  | 127  |

## Obecní správa
Mezi lety 1850–1919 patřily Dolní Novosedly jako osada obce k Třešním v okrese Písek. V letech 1920–1964 byly obcí. Od 14. června 1964 do 23. listopadu 1990 patřily jako část obce k Záhoří. Od 24. listopadu 1990 do 23. června 1994 patřily jako část obce k Novosedlům a od 24. června 1994 jsou opět samostatnou obcí.

### Části obce
Obec Dolní Novosedly se skládá ze tří částí na dvou katastrálních územích.
- Dolní Novosedly (i název k. ú.)
- Horní Novosedly (leží v k. ú. Dolní Novosedly)
- Chrastiny (i název k. ú.)

Na katastrálním území Chrastiny ležela do roku 2020 i vesnice Třešně, která ale spadala pod sousední Záhoří, a osada Nová Třešně. Evidenční část obce Nová Třešně vznikla v roce 2010 jako součást obce Dolní Novosedly, k 8. říjnu 2020 ale byla přičleněna k Záhoří.

## Doprava
Obec má autobusové spojení s Pískem a Záhořím.

## Pamětihodnosti
- Na návsi se nachází kaple.[8]

- U příjezdové komunikace od vesnice Kluky se před vsí Dolní Novosedly nachází kamenný kříž v ohrádce. Spodní část kříže je reliéfně zdobená motivem kalicha a nese dataci 1895.

## Galerie

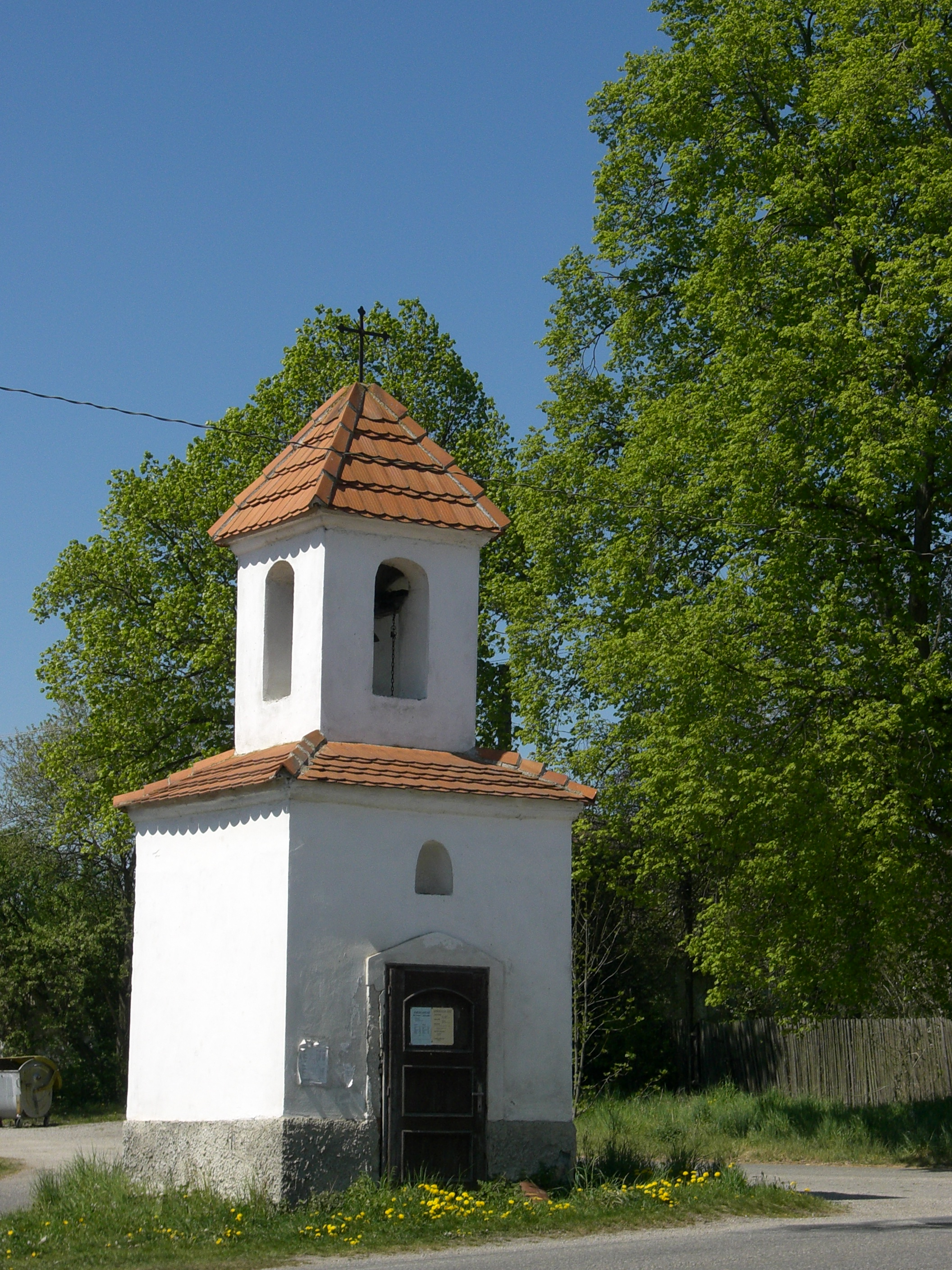
Návesní kaple
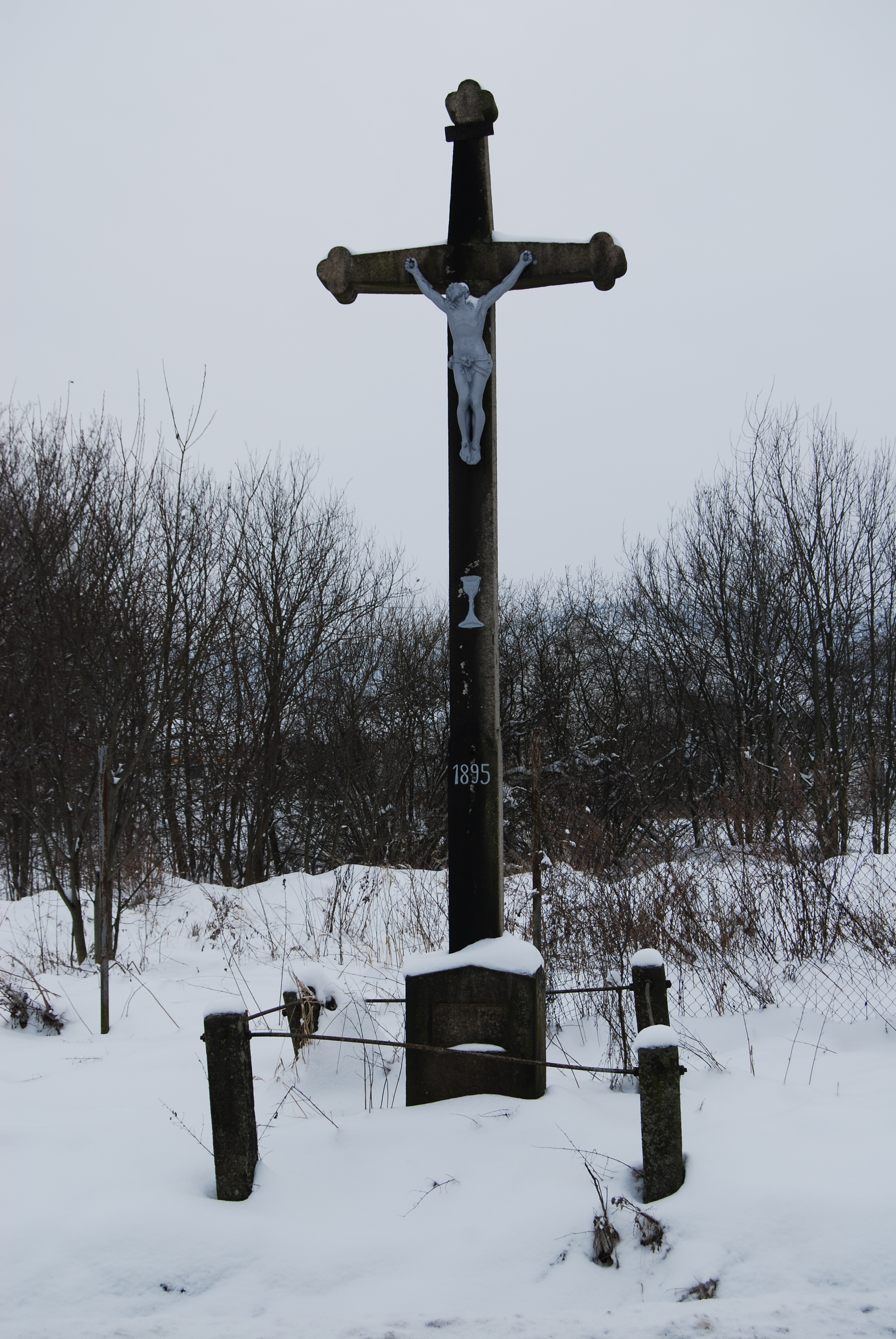
Kříž před vesnicí
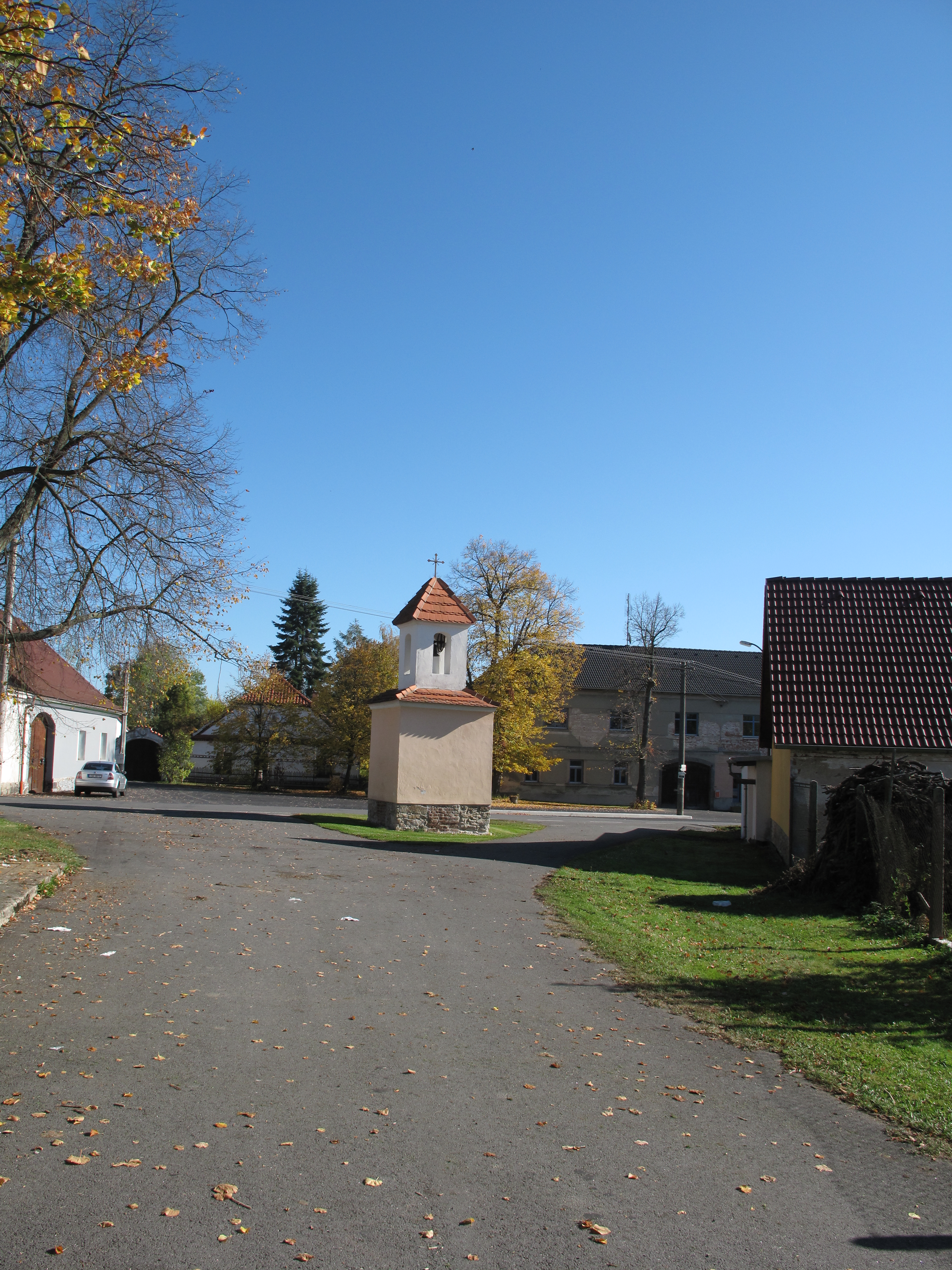
Náves s kaplí
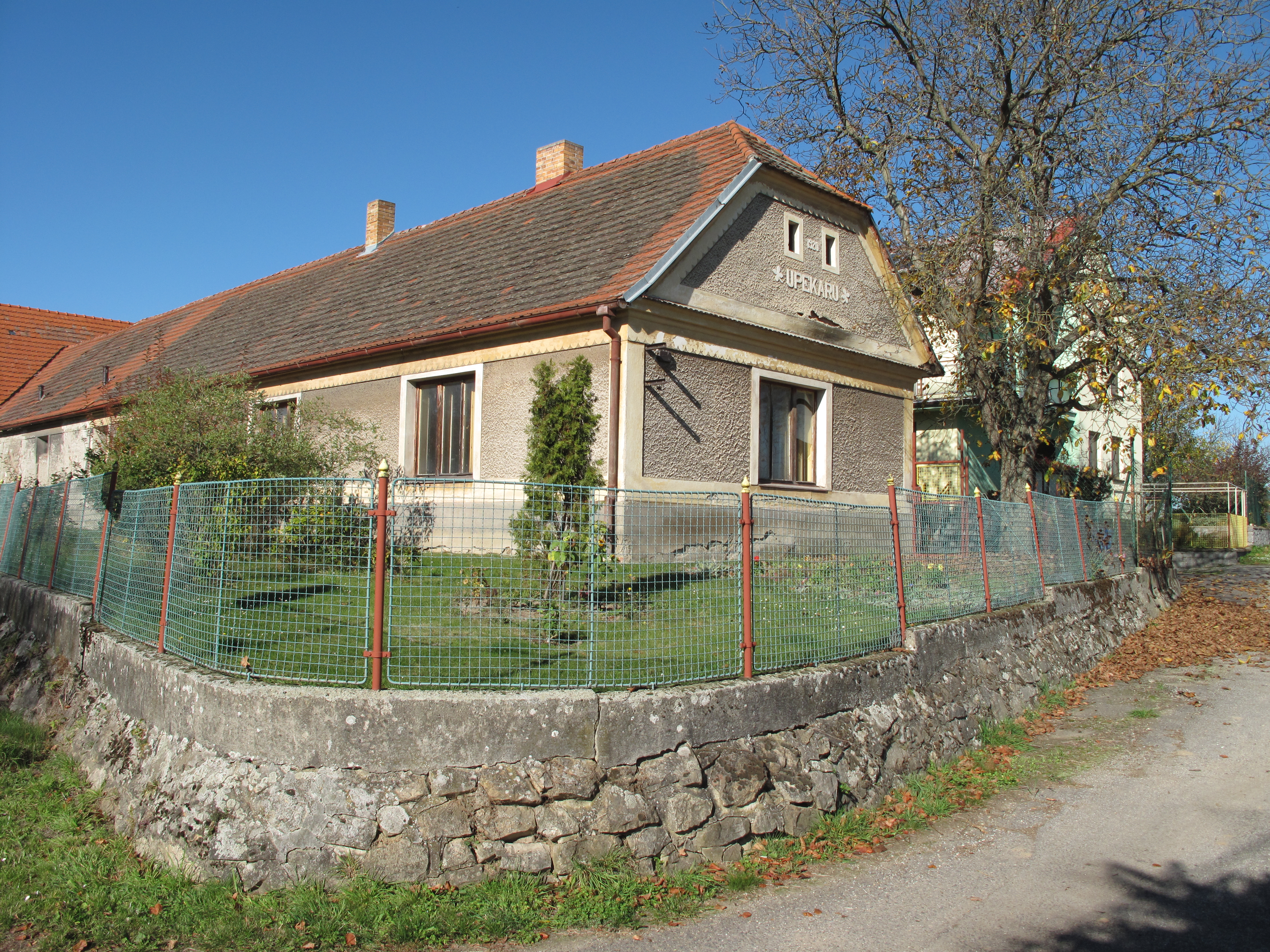
Dům